# Leih- und Pachtgesetz

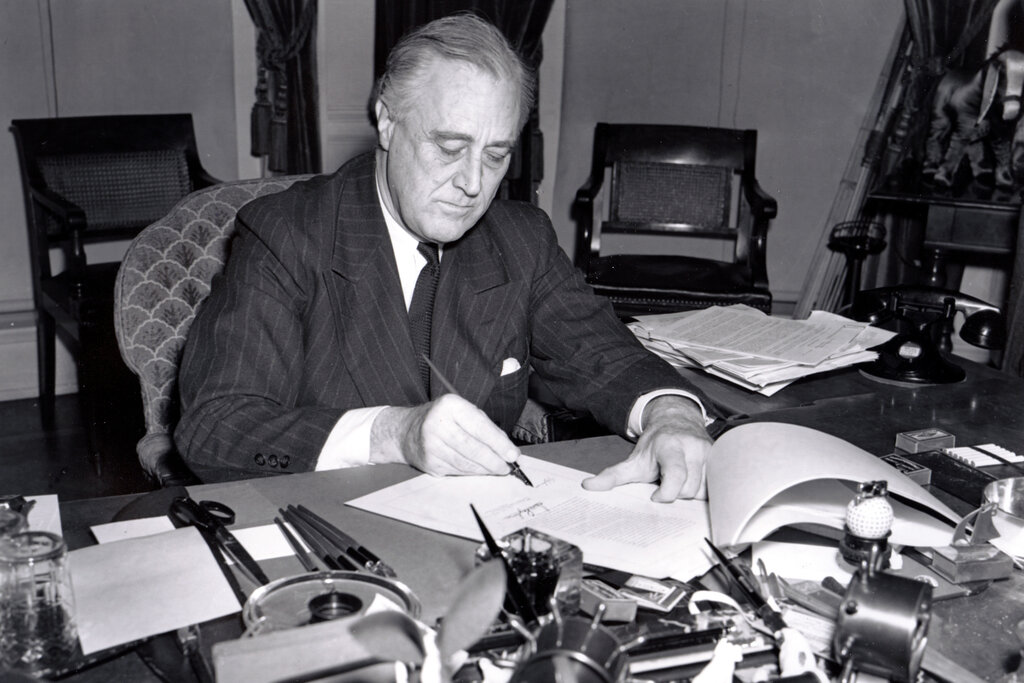
US-Präsident Roosevelt bei der Unterzeichnung des Lend-Lease Act

Das Leih- und Pachtgesetz mit der patriotischen Nr. 1776 (englisch Lend-Lease Act, offiziell An Act to Promote the Defense of the United States ‚Ein Gesetz, um die Verteidigung der Vereinigten Staaten zu fördern‘) wurde vom US-Kongress am 18. Februar 1941 verabschiedet. Es ermöglichte den Vereinigten Staaten, kriegswichtiges Material wie Waffen, Munition, Fahrzeuge, Treibstoffe, Nahrungsmittel, Flugzeuge etc. an jede Nation zu liefern, wenn der Präsident diese als lebenswichtig für die Sicherheit der Vereinigten Staaten einstufte.
Großbritannien, die UdSSR, China und viele andere Staaten erhielten aufgrund des Leih- und Pachtgesetzes Güter in einem Gesamtwert von knapp 50 Milliarden US-Dollar (ohne Transportkosten). Das Programm lief im August 1945 nach der Kapitulation Japans aus.

## Hintergrund
Nach dem deutschen Überfall auf Dänemark, Norwegen, Luxemburg, Belgien und die Niederlande sowie der alliierten Niederlage in Frankreich hatten sich die Vereinigten Staaten mit großem Rückhalt aus der Bevölkerung dafür entschieden, dem Vereinigten Königreich zu helfen, soweit es ohne eigenen Kriegseintritt möglich war und für die Verteidigung der „westlichen Hemisphäre“ notwendig sei. Mit dem Zerstörer-für-Stützpunkte-Abkommen vom September 1940 hatte Präsident Roosevelt mit präsidialen Vollmachten unter Umgehung des Kongresses fünfzig alte Zerstörer gegen die Überlassung von Militärstützpunkten liefern lassen. Gegen eine massive weitere Ausweitung der Unterstützung sprach die nicht nur unter Isolationisten verbreitete Ansicht, dass keine Waffen geliefert werden dürften, wenn diese offensichtlich für die eigene Verteidigung benötigt würden und potentielle Lieferungen einen Schutz der Schiffstransporte erfordern würden und damit zwangsläufig den Kriegseintritt näherrücken würden. Der Johnson Act von 1934 verbot die Kreditvergabe an Länder wie das Vereinigte Königreich, die mit der Rückzahlung ihrer Kreditschulden aus dem Ersten Weltkrieg im Rückstand waren. Die 1937 eingeführte Cash-and-carry-Klausel des Neutralitätsgesetzes verlangte sofortige Bezahlung von Waffenlieferungen. Gegen Ende des Jahres 1940 rückten der Botschafter Lord Lothian und Winston Churchill die schwindenden britischen Dollarreserven in den Vordergrund und die amerikanische Regierung suchte nach einem Weg, Gesetzesänderungen durch das Parlament zu bringen.
Am 17. Dezember 1940 benutzte Roosevelt in einer Pressekonferenz das Gleichnis vom Gartenschlauch als Lösungsansatz für unentgeltliche Waffenlieferungen an das Vereinigte Königreich. Man würde nicht über Dollars sprechen, wenn ein guter Nachbar sich einen Schlauch zum Feuerlöschen leihen wolle, weil sein Haus brenne. In seinem Kamingespräch an die Nation am 29. Dezember 1940 wollte er die Bevölkerung für seine Idee des Lend lease gewinnen. Er führte aus, dass es keine Hoffnung auf einen dauerhaften Verhandlungsfrieden mit Deutschland oder ein Appeasement mit Gesetzlosen gäbe. Wenn Großbritannien fallen würde, dann würde die unheilige Allianz bestehend aus Japan, Deutschland und Italien ihre Welteroberung fortsetzen und Amerika wäre bedroht. Deshalb müssten die USA zum großen „Arsenal der Demokratie“ werden und damit die gleiche Entschlossenheit und den gleichen Patriotismus zeigen, wie wenn sie im Krieg wären. Am 6. Januar 1941 sprach er vor dem Kongress nachdem er das Finanzministerium mit der Erarbeitung eines Gesetzentwurfes für Lend-Lease beauftragt hatte, von den Vier Freiheiten.

## Das Gesetz

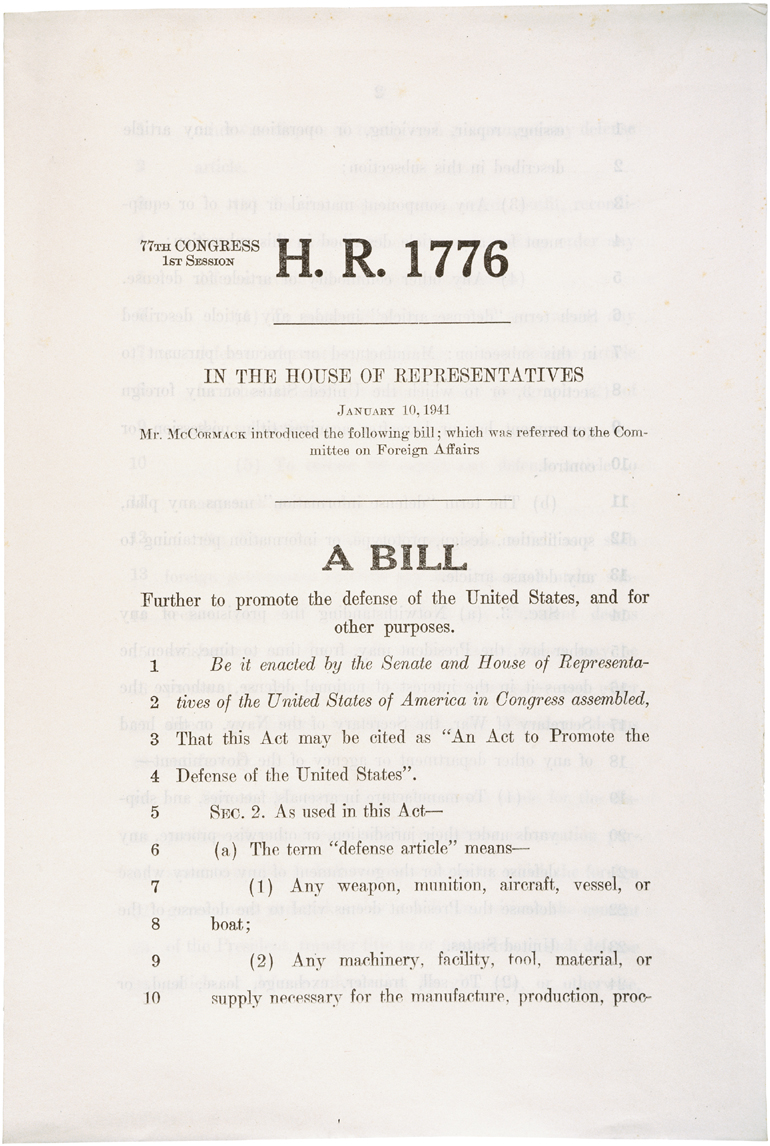
Erste Seite des Leih- und Pachtgesetzes

Am 10. Januar 1941 ging der Gesetzentwurf in das Repräsentantenhaus und führte über zwei Monate zu intensiven Debatten. Die meisten Amerikaner unterstützten das Gesetz, auch wenn in Umfragen ein Drittel glaubte, dass es Amerika einem Kriegseintritt näher bringen werde. Die Opposition erreichte im Gesetzgebungsverfahren Änderungen und am 11. März 1941 unterzeichnete Roosevelt es. Der Senat hatte es mit 60 zu 31 und das Repräsentantenhaus mit 260 zu 165 Stimmen gebilligt.
Es besagte, dass der amerikanische Präsident „jeder Nation, deren Verteidigung er für die Vereinigten Staaten für lebenswichtig“ halte, jede Art von Waffen verkaufen, schenken oder vermieten durfte, sofern der Wert nicht 1,3 Mrd. US-Dollar in Summe überschritt. Es war auf zwei Jahre befristet und stattete den Präsidenten mit der bis dahin weitreichendsten Vollmacht aus. Es wurde dreimal verlängert.
Roosevelt erklärte sofort die Verteidigung des Vereinigten Königreiches und Griechenlands (das von Italien angegriffen worden war) als lebenswichtig für die Sicherheit der Vereinigten Staaten im Sinne dieses Gesetzes. Am 6. Mai 1941 folgte China, das von Japan angegriffen worden war und bis dahin durch Hilfslieferungen finanziert von der Export-Import Bank of the United States beliefert worden war. Die Exilregierungen von Belgien, Norwegen, Polen und den Niederlanden folgten kurz darauf. Ab dem August 1941 folgte eine Serie von lateinamerikanischen Ländern, damit diese mit Gütern zum Ausbau der Küstenverteidigung versorgt werden konnten.
Der deutsche Überfall auf die Sowjetunion drohte ab Juni 1941 im Erfolgsfall die deutsche Kriegswirtschaft zu stärken und das Kräfteverhältnis in Europa, dem Nahen Osten sowie Nordafrika zu verschieben. Zusätzlich drohte das sowjetische Gegengewicht zu Japan im Pazifikraum verloren zu gehen. Die hartnäckige sowjetische Verteidigung wurde in Amerika bewundert und trotz des amerikanischen Misstrauens gegen den sowjetischen Kommunismus, befürworteten immer mehr Amerikaner eine Unterstützung der Sowjetunion gegen das nationalsozialistische Deutschland. Am 30. Oktober 1941 bot Roosevelt Stalin die Finanzierung von Lieferungen an die Sowjetunion im Rahmen von Lend Lease als zinsloses Darlehen an. Am 7. November 1941 verkündete die US-Regierung die Aufnahme der Sowjetunion in das Programm. Vorausgegangen waren Gespräche zwischen Harry Hopkins  und Stalin im Juli in Moskau und am 2. September die Unterzeichnung des Moskauer Protokolls während der Konferenz von Moskau durch Harriman und Lord Beaverbrook mit amerikanischen Hilfszusagen im Wert von einer Milliarde USD.
Mit der Deklaration der Vereinten Nationen am 1. Januar 1942 auf der Arcadia-Konferenz verpflichteten sich die Mitglieder, all ihre Ressourcen in gegenseitiger Zusammenarbeit bis zum Sieg verfügbar zu machen. Unter amerikanischer und britischer Führung wurden danach das Combined Munitions Assignments Board, Combined Shipping Adjustment Board und später das Combined Production and Resources Board sowie das Combined Food Board zur Koordination geschaffen.
Beginnend im Februar 1942 mit dem Vereinigten Königreich wurden bilaterale Abkommen unterzeichnet. Sie regelten die gegenseitige Nutzung von Kriegsressourcen im nunmehr Reciprocal Lend-Lease genannten Verfahren auch mit Exilregierungen. Die USA verteilten etwa 7 % ihrer jährlichen Inlandsproduktion an ihre Verbündeten. Die Verträge erlaubten eine bessere Ressourcenverteilung und eine effektivere arbeitsteilige Produktion unter den Verbündeten. Eine solche Zusammenarbeit fehlte den Achsenmächten, die – auch wegen der Seeblockade – jeweils nur auf ihre heimischen und von ihnen eroberten Ressourcen zurückgreifen konnten.

## Leistungen
Leiter des Programms mit weitreichenden Vollmachten wurde zunächst Roosevelts enger Vertrauter Harry Hopkins. Am 28. Oktober 1941 schuf Roosevelt das Office of Lend-Lease Administration (OLLA) unter Edward Stettinius, das die Leitung von Hopkins übernahm. Im September 1943 wurde Stettinius Nachfolger von Sumner Welles im Auswärtigen Amt und Roosevelt legte die OLLA mit zwanzig weiteren Regierungsstellen in der neuen Foreign Economic Administration (FEA) unter der Leitung von Leo Crowley zusammen. Die FEA war neben Lend-Lease für Hilfsleistungen in befreiten Gebieten, den Einkauf strategischer Rohstoffe sowie Import- und Exportkontrollen zuständig.
| Empfängerland            | Waren (Mio. USD) | Empfängerland           | Waren (Mio. USD) |
| ------------------------ | ---------------- | ----------------------- | ---------------- |
| Britisches Commonwealth  | 31.387,1         | Brasilien               | 372,0            |
| Sowjetunion              | 10.982,1         | Mexiko                  | 039,2            |
| Frankreich mit Kolonien  | 03.223,9         | Chile                   | 021,6            |
| China                    | 01.627,0         | Peru                    | 018,9            |
| Niederlande mit Kolonien | 00.251,1         | Kolumbien               | 008,3            |
| Belgien                  | 00.159,5         | Ecuador                 | 007,8            |
| Griechenland             | 00.081,5         | Uruguay                 | 007,1            |
| Norwegen                 | 00.047,0         | Kuba                    | 006,6            |
| Türkei                   | 00.042,9         | Bolivien                | 005,5            |
| Jugoslawien              | 00.032,2         | Venezuela               | 004,5            |
| Saudi-Arabien            | 00.019,0         | Guatemala               | 002,6            |
| Polen                    | 00.012,5         | Paraguay                | 002,0            |
| Liberia                  | 00.011,6         | Dominikanische Republik | 001,6            |
| Iran                     | 00.005,3         | Haiti                   | 001,4            |
| Äthiopien                | 00.005,3         | Nicaragua               | 000,9            |
| Island                   | 00.004,4         | El Salvador             | 000,9            |
| Irak                     | 00.000,9         | Honduras                | 000,4            |
| Tschechoslowakei         | 00.000,6         | Costa Rica              | 000,2            |
| Insgesamt                | 48.395,4         | 48.395,4                | 48.395,4         |

| Ausrüstungsart              | Vereinigtes Königreich | Sowjetunion | China   | Sonstige | Gesamt    |
| Panzer                      | 0.027.751              | 007.172     | 000.100 | 002.300  | 37.323    |
| gepanzerte Fahrzeuge        | 0.004.361              | 000.000     | 000.000 | 000.973  | 5.334     |
| gepanzerte Mannschaftswagen | 0.027.512              | 000.920     | 000.000 | 001.580  | 30.012    |
| Spähwagen                   | 0.008.065              | 003.340     | 000.139 | 000.499  | 12.043    |
| Leichte Lastwagen           | 0.119.532              | 077.972     | 011.982 | 030.529  | 240.015   |
| Mittlere Lastwagen          | 0.097.112              | 151.053     | 002.616 | 009.167  | 259.948   |
| Schwere Lastwagen           | 0.064.646              | 203.634     | 010.393 | 013.768  | 292.441   |
| Zugmaschinen                | 0.020.282              | 000.888     | 005.842 | 0017.745 | 44.757    |
| Luftabwehrgeschütze         | 0.004.633              | 005.762     | 000.208 | 000.888  | 11.491    |
| Maschinengewehre            | 0.157.598              | 008.504     | 034.471 | 017.176  | 217.749   |
| Maschinenpistolen           | 0.651.086              | 137.729     | 063.251 | 028.129  | 880.195   |
| Gewehre                     | 1.456.134              | 131.633     | 305.841 | 126.374  | 1.888.350 |
| Funkgeräte                  | 0.117.939              | 032.169     | 005.974 | 007.369  | 163.451   |
| Feldtelefone                | 0.095.508              | 343.416     | 024.757 | 014.739  | 478.420   |
| Flugzeuge                   | 0.025.870              | 011.450     | 001.378 | 004.323  | 43.021    |
| Flugzeugmotoren             | 0.039.974              | 004.980     | 000.551 | 002.883  | 48.388    |

Die Darlehen für die Lend-Lease-Lieferungen wurden nach dem Krieg zurückgezahlt, auch wenn ein Rabatt gewährt wurde. Großbritannien hat die letzte Rate 2006 geleistet, wobei mit 2 % die Kreditzinsen recht niedrig waren. Russland als Rechtsnachfolger der Sowjetunion zahlte ebenfalls bis 2006, obwohl hier ein Teil in Rohstoffen (Mangan, Chrom, Holz …) schon während des Krieges kompensiert wurde.

## Lieferungen

### An das Britische Commonwealth

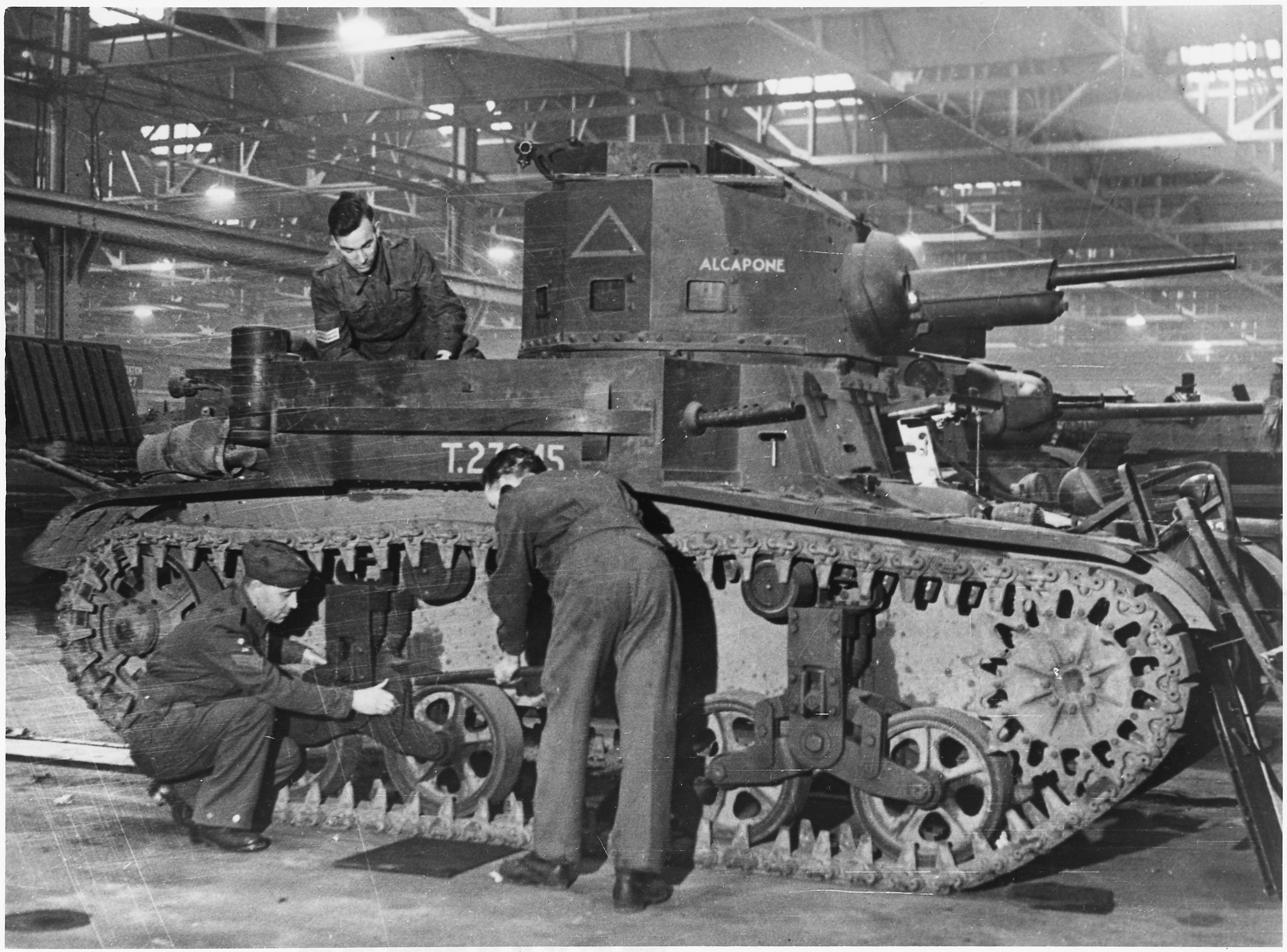
Ein an Großbritannien gelieferter M-2-Panzer

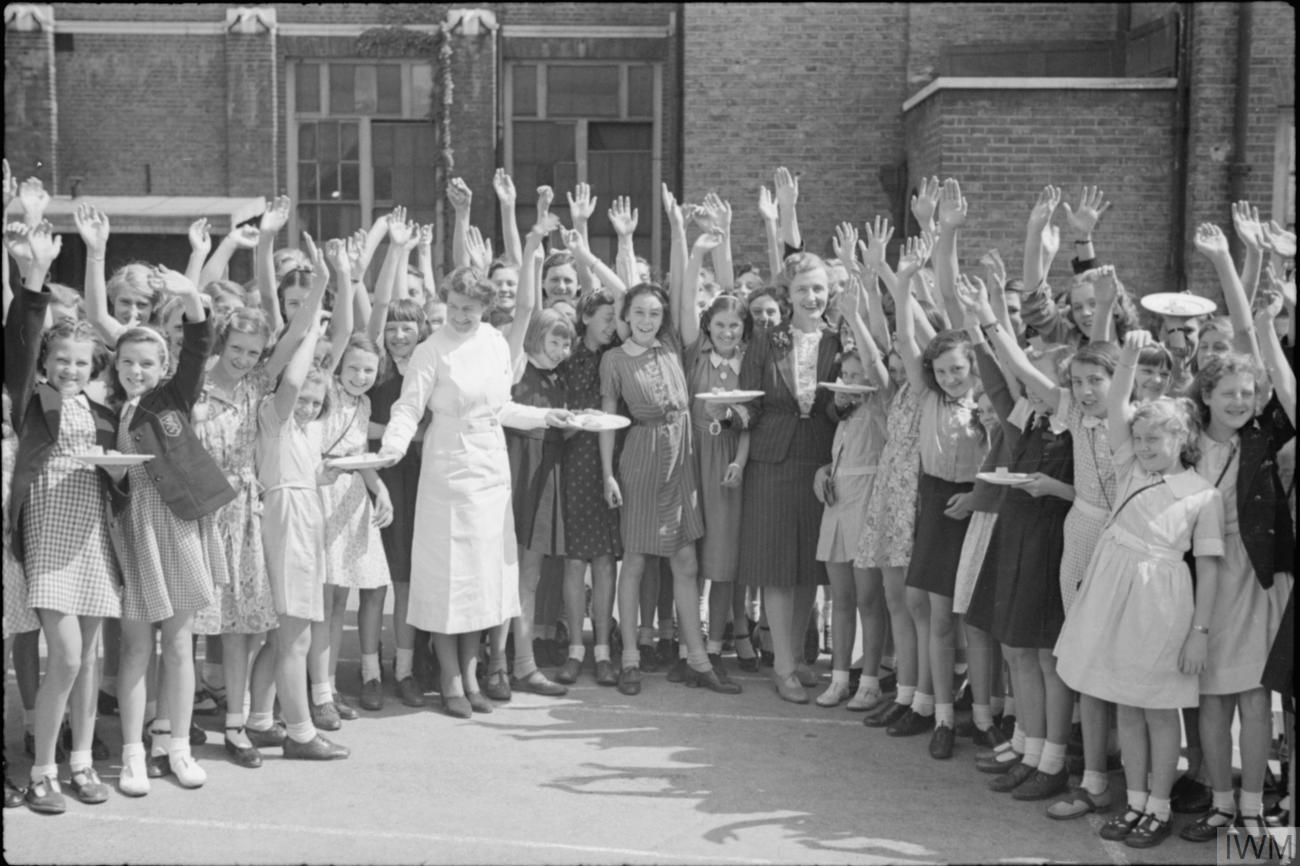
Kinder winken für die Kamera bei der Ausgabe von Lend-Lease-Essen

Das Programm lief 1941 langsam an, so dass nur eine Milliarde Dollar von den zunächst budgetierten sieben Milliarden ausgegeben worden waren. Die meisten Güter wurden noch gegen Bezahlung geliefert und die amerikanischen Streitkräfte, die sich selbst im großen Maßstab wiederbewaffneten, widersetzten sich Lieferungen an das Königreich. Ein zusätzlicher Engpass war der knappe britische Schiffsraum, da die USA zunächst keinen Transport in amerikanischen Schiffen zuließen, um als nichtkriegführende Nation nicht in die Atlantikschlacht verwickelt zu werden.
So wurde allein in den Jahren 1943 bis 1944 ein Viertel der britischen Munition von den USA geliefert. Ein weiterer Schwerpunkt betraf die Bereitstellung von Flugzeugen, Lastkraftwagen und Schiffen sowie die Lieferung von Lebensmitteln für die Truppe. In vielen Fällen wurden die Logistik sowie ein Großteil der Transportkapazität sowohl mit Lastkraftwagen als auch mit Lokomotiven und Waggons über das Leih- und Pachtgesetz von den USA zur Verfügung gestellt.
Ein Großteil der Lieferungen umfasste allerdings Lebensmittel für die britische Zivilbevölkerung. Nach dem Ende des Krieges war Großbritannien vollständig abhängig von Lebensmittellieferungen aus den USA. Als am 29. August 1945 die USA die Lieferungen im Rahmen des Leih- und Pachtgesetzes einstellten, wurde John Maynard Keynes in die USA entsandt, um ein Darlehen (Anglo-American Loan) auszuhandeln, mit dem die weiteren Lebensmittellieferungen aus den USA finanziert werden konnten. Ferner wurden sämtliche nach Großbritannien gelieferten Ausrüstungsgegenstände an Ort und Stelle belassen und zu einem Sonderpreis von 10 Prozent des eigentlichen Wertes an die Briten verkauft. Des Weiteren stellten die USA, damals weltgrößter Produzent, 90 Prozent der Treibstoffversorgung der westlichen Alliierten.
In der öffentlichen britischen Nachkriegserinnerung wird die Bedeutung der Hilfslieferungen nur selten betont. Die Hervorhebung der deutlichen Abhängigkeit von alliierten Hilfslieferungen würde die nationale Erfolgsgeschichte zum Zweiten Weltkrieg trüben.

### An die Sowjetunion

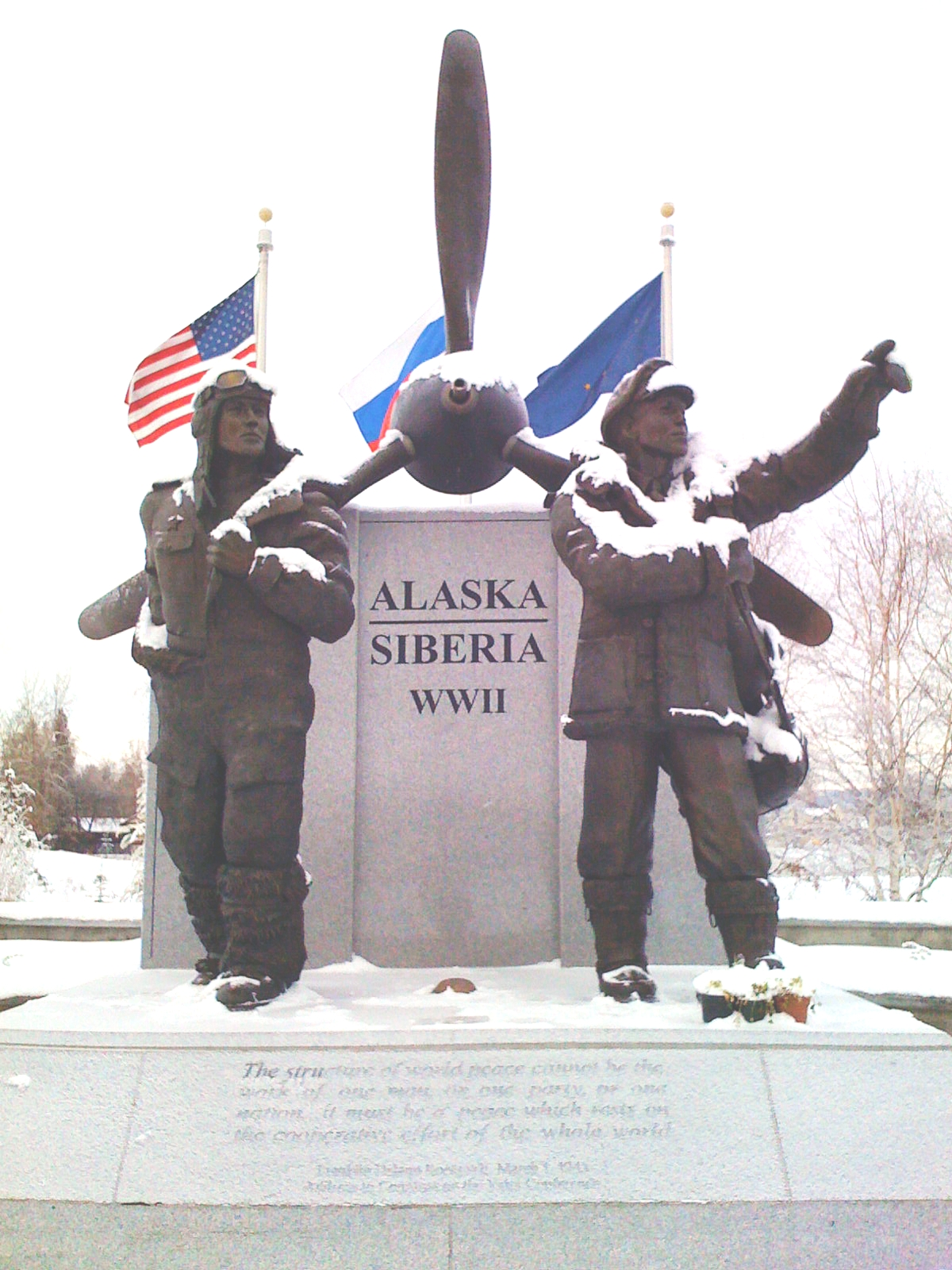
Lend-Lease Memorial in Fairbanks, Alaska

Vor dem geschichtlichen Hintergrund des Ausscheiden Russlands aus dem Ersten Weltkrieg 1917 und des Molotow-Ribbentrop-Pakt 1939 sah man es als strategisch äußerst wichtig an, die Sowjetunion als Gegner der Achsenmächte in ihrem Kampf materiell zu unterstützen. Die Lieferungen an die Sowjetunion erhielten daher von Anfang an die höchste Priorität.
Nach dem japanischen Angriff auf Pearl Harbor verständigten sich Churchill und Roosevelt im Dezember 1941 schon bei der Vorbereitung der Atlantik-Konferenz darauf, dass die USA versuchen würden, ohne Rücksicht auf eigene Rüstungsbedürfnisse, die Zusagen an die Sowjetunion zu erfüllen. In der prekären militärischen Lage im März 1942 erklärte er die bevorzugte Belieferung der Sowjetunion (Russia first) gegenüber General Mac Arthur mit dem Hinweis, die Sowjets würden mehr Soldaten und Material der Achsenmächte zerstören als alle anderen Mitglieder der Vereinten Nationen zusammen.
Ende 1941 stand die Sowjetunion kurz vor dem ökonomischen Kollaps. Die wichtigsten Industrie- und Landwirtschaftszentren des Landes, u. a. der „Brotkorb“ Ukraine und große Teile des Zentrums der Schwerindustrie, des Donezbeckens, das in der Bedeutung dem Ruhrgebiet für Deutschland gleichkam, waren besetzt. Zwar wurde ein großer Teil der Industrieanlagen Ende 1941 nach Osten evakuiert und so dem Zugriff der Wehrmacht entzogen, doch dauerte es noch bis zur ersten Jahreshälfte des Jahres 1942, bis die hinter dem Ural in den Weiten des Landes wiedererrichteten Werke den daraus resultierenden Produktionseinbruch ausgeglichen hatten.
Die Lebensmittelversorgung für 65 Millionen von den 130 Millionen Menschen in den verbliebenen Gebieten fiel aus. Die Zufuhr von Eisenerz, Kohle und Stahl fiel um 75 Prozent und die Versorgung mit kriegswichtigen Rohstoffen, wie Aluminium, Mangan oder Kupfer, um mehr als zwei Drittel.
Vom einstmaligen Rohstoffreichtum verblieben nur noch Holz, Öl und Blei.
An Waffensystemen erhielt die Sowjetunion von den USA u. a.:
- 14.795 Flugzeuge
- 7.056 Panzer
- 8.218 Flakgeschütze
- 131.633 Maschinengewehre
- 105 U-Boot-Jäger
- 197 Torpedoboote
- 15,417 Millionen Paar Stiefel

| Jahr   | Menge (Tonnen) | in % |
| ------ | -------------- | ---- |
| 1941   | 360.778        | 2,1  |
| 1942   | 2.453.097      | 14,0 |
| 1943   | 4.794.545      | 27,4 |
| 1944   | 6.217.622      | 35,5 |
| 1945   | 3.673.819      | 21,0 |
| Gesamt | 17.499.861     | 100  |

Der größte Teil der Lieferung kam aber nicht in Form von Waffen, sondern in Form von Nahrungsmitteln, Rohstoffen, Maschinen und Industrieausrüstungen. An Rohstoffen und Lebensmitteln erhielt die Sowjetunion u. a.:
- 4,062 Millionen Tonnen Lebensmittel
- 2,54 Millionen Tonnen Stahl
- 728.000 Tonnen Nichteisenmetalle
- 764.000 Tonnen Chemikalien
- 2,42 Millionen Tonnen Petrochemikalien

An sonstigen Materialien wurde u. a. geliefert:
- 77.900 Geländewagen Willys MB („Jeep“)
- 151.000 leichte Transportfahrzeuge
- 200.000 Studebaker US6-Lastkraftwagen
- 1,5 Millionen Kilometer Telefonkabel
- 35.000 Funkstationen
- 380.000 Feldtelefone
- 30 % aller Reifen
- 56 % aller Schienen
- 1/3 aller Sprengstoffe[33]
- 1900 Lokomotiven (geliefert ab 1944[34], Eigenproduktion 932 Loks)[35]

1942 machten die Lend-Lease-Lieferungen 5 % des sowjetischen Bruttonationaleinkommens aus, und 1943/44 10 %. Christer Bergström berechnet, dass die Lebensmittelmenge während der 45 Monate der Lieferungen pro Person und Tag lediglich 20 Gramm ausmachte. Eine Besonderheit war, dass die Amerikaner 90 Prozent des gesamten hochoktanigen Flugbenzins der Alliierten lieferten und 58 Prozent des gesamten hochoktanigen Treibstoffs der Sowjetunion. Ohne diese Treibstoffe waren leistungsfähige Flugzeuge nicht zu betreiben.
Stalin äußerte auf der Konferenz von Teheran:

„Dies ist ein Krieg der Motoren und der Oktanzahl. Ich erhebe mein Glas auf die amerikanische Autoindustrie und die amerikanische Ölindustrie.“

|            | Juni 41 | Jan 42 | Jan 43 | Jan 44 | Jan 45 | Mai 45 |
| ---------- | ------- | ------ | ------ | ------ | ------ | ------ |
| eigene     | 272,6   | 317,1  | 378,8  | 387,0  | 395,2  | 385,7  |
| gelieferte | –       | nahe 0 | 22,0   | 94,1   | 191,3  | 218,1  |
| Prozent    | –       | nahe 0 | 5,4 %  | 19,0 % | 30,4 % | 32,8 % |

Der größte Teil der Lieferungen erfolgte erst ab 1943, so dass während der Schlacht von Stalingrad erst 5 % der sowjetischen Militärfahrzeuge aus Importen bestanden. Auf Grund logistischer Schwierigkeiten wurden im Herbst 1942 statt der geplanten 1.608.000 short tons nur 840.000 short tons von den USA verschifft.
Neben den USA lieferten auch Großbritannien und Kanada Material.
Die amerikanischen Lieferungen waren auch eine Quelle für westliche Technologie, wobei die Amerikaner allerdings ihre modernsten Technologien zurückhielten. So lieferten sie beispielsweise die Amphibienflugzeuge PBN-1 und PBY-6a ohne Bombenwurfausrüstung für geringe Höhen, Feuerleitgeräte, Zielsuchgeräte und das Hyperbel-Funknavigationsverfahren LORAN, auch verweigerten sie sich dem sowjetischen Ansinnen, Boeing B-17 und Boeing B-29 zu liefern.

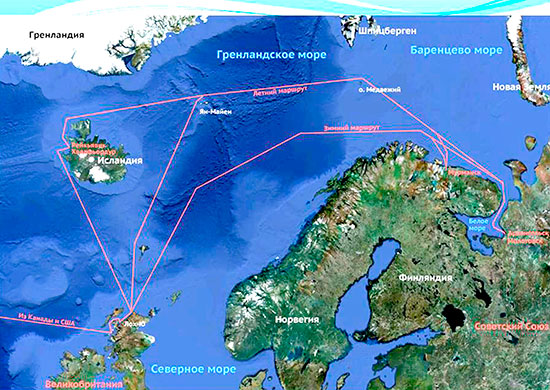
Geleitzugrouten im Nordmeer

Die Nordmeergeleitzüge nach Murmansk und Archangelsk war wegen der Wetterverhältnisse und der von Norwegen aus operierenden deutschen Luft- und Seestreitkräfte sehr gefährlich. Bei den 848 Fahrten von Schiffen aus Schottland und Island gingen 105 Schiffe durch Unfälle oder Feindeinwirkung auf der Hin- oder Rückfahrt verloren. Im Juni 1942 betrug der Verlust beim berüchtigten Geleitzug PQ 17 vierundzwanzig Schiffe. Auf der Nordmeerroute wurden etwa vier Millionen Tonnen oder 23 % der Hilfslieferungen an die Sowjetunion verschifft.
Die meistbefahrene Transportstrecke für das Leih- und Pachtmaterial für die Sowjetunion war die pazifische Route, die von der amerikanischen Westküste nach Magadan und nach Ausbau der Hafenanlagen auch nach Petropavlovsk führte. Insgesamt wurden auf diesem Transportweg etwa acht Millionen Tonnen oder 47 Prozent der gesamten Lend-Lease-Leistungen an die UdSSR befördert. Auf dieser Route wurden sowjetische und amerikanische Frachtschiffe eingesetzt. Da die Schiffe unter sowjetischer Flagge fuhren, waren sie durch den Japanisch-Sowjetischen Neutralitätspakt vor japanischen Angriffen sicher. Für den Weitertransport mit der Transsibirischen Eisenbahn in die Industriezentren östlich des Urals oder gar zur noch weiter entfernten Frontlinie waren enorme Konstruktions- und Betriebsaufwände notwendig. Deren Marktwert überstieg den Wert der gelieferten Güter deutlich.

#### Der persische Korridor
Auch die dritte und wichtigste Route, die von amerikanischen Atlantikhäfen in der Regel um das Kap der Guten Hoffnung, seltener durch den Panamakanal und den Pazifik zum Persischen Golf führte, war nicht minder lang. Ein Geleitzug, der von den USA nach Basra oder Chorramschahr führte, benötigte für die ca. 14.500 Seemeilen lange Strecke 76 Tage; die Route über den Panamakanal betrug 17.700 Seemeilen. Etwa 23 Prozent der Schiffsladungen an die Sowjetunion zwischen 1942 und 1943 nahmen diesen Weg, und nach der Öffnung des Mittelmeeres gewann diese Route sogar die größte Bedeutung für die Nachschublieferungen, die für die UdSSR bestimmt waren. Ende August 1941 hatten die Sowjetunion und Großbritannien im Rahmen der Operation Countenance den Iran u. a. mit der Absicht besetzt, eine Versorgungslinie für die Sowjetunion vom Persischen Golf über den Iran zum Kaspischen Meer zu errichten. Am 2. August 1941 hatten die USA offiziell zugesagt, die Sowjetunion in den Kreis der zu unterstützenden Staaten einzubeziehen. Unmittelbar nach der Besetzung Basras wurde Stalin von Churchill bestätigt, dass britische Streitkräfte den Hafen ausbauen würden, um den Umschlag US-amerikanischer Lieferungen zu optimieren.

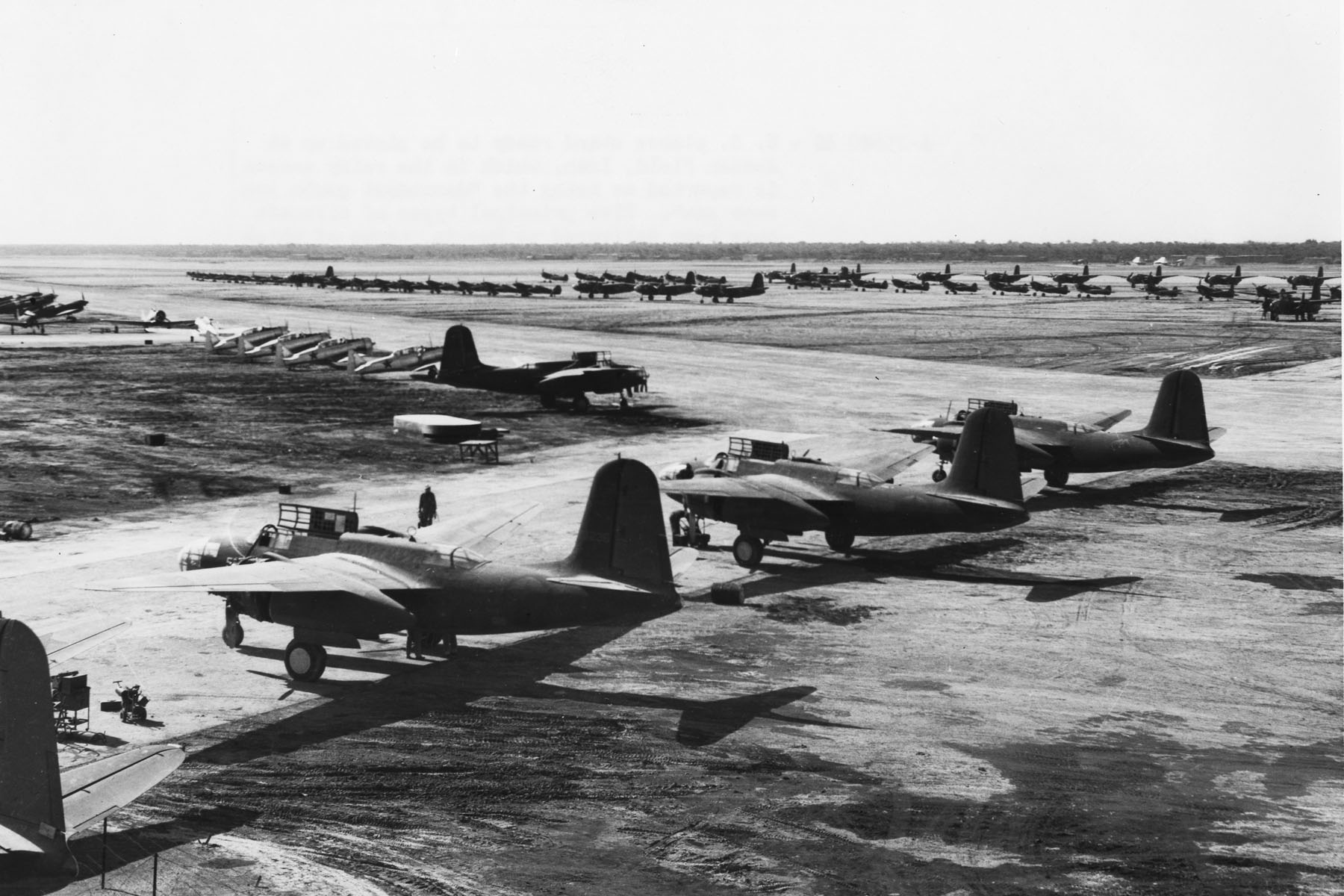
US-amerikanische Flugzeuge für die Sowjetunion auf dem Flughafen Abadan, im Vordergrund Douglas A-20

Bereits Anfang September fragte Churchill bei Hopkins an, ob die Amerikaner unter dem Leih- und Pachtprogramm Lokomotiven und Güterwagen zum Transport der Güter in die Sowjetunion bereitstellen könnten. Außerdem schlug er eine aktive Beteiligung der Amerikaner am Ausbau der iranischen Eisenbahnlinie und an den Straßen von Bandar-e Schapur, einem iranischen Hafen (heute Bandar-e Imam Chomeini), bis Bandar-e Schah (heute Bandar-e Torkaman), einem Hafen am Kaspischen Meer in unmittelbarer Nähe der sowjetischen Grenze, vor.
Am 27. September nahm tatsächlich eine amerikanische Militärmission ihre Arbeit im Iran auf. Sie sollte den britischen Truppen in technischen Fragen zur Seite stehen. Bald wurde offensichtlich, dass US-Techniker und -Spezialisten den Ausbau und die Gewährleistung der Sicherheit durch den persischen Korridor übernehmen sollten.
US-Ingenieure statteten den iranischen Hafen Chorramschahr an der Mündung des Schatt al-Arab mit Entladeeinrichtungen, Lagerräumen, Kais, Werften und Kränen aus. Das Hafenbecken wurde für die amerikanischen Lend-Lease-Transporte erweitert. Amerikaner bauten Straßen, auf denen amerikanische LKWs die Waren an die sowjetische Grenze transportieren sollten. Im Jahre 1942 errichteten amerikanische Fachleute in Abadan eine Montagehalle für den von den Sowjets dringend benötigten Flugzeugtyp Douglas A-20. Auch für die amerikanischen LKWs, speziell vom Typ Studebaker US6 (Katjuscha-Lafettenträger), die für die Rote Armee von besonderer Bedeutung waren, wurden Montagehallen gebaut.
Im Oktober 1942 übernahm das amerikanische Persian Gulf Command die Hauptverantwortung im Iran. Es ersetzte die britischen Truppen, die dringend an anderen Kriegsschauplätzen benötigt wurden. Insgesamt waren 30.000 amerikanische Soldaten, Ingenieure und Spezialisten damit beschäftigt, die Waffenlieferungen an die Sowjets durch den persischen Korridor zu tätigen. Im Mai 1943 steigerten sich die amerikanischen Lieferungen auf der persischen Route auf über 100.000 Tonnen monatlich und übertrafen bereits das Zehnfache der britischen. Die persische Route war vor allem für die Jahre 1943 und 1944 der ausschlaggebende Transportweg. 241 Schiffsladungen mit insgesamt 1,6 Millionen Tonnen Material im Jahre 1943 und 240 Schiffsladungen mit 1,7 Millionen Tonnen im Jahre 1944 wurden auf den von US-Streitkräften ausgebauten Straßen und Eisenbahnlinien geliefert. Von November 1941 bis Mai 1945 wurden insgesamt 646 Schiffsladungen mit 4,1 Millionen Tonnen an die UdSSR auf der persischen Nachschubroute verfrachtet, fast 25 Prozent des gesamten Materials, das an die UdSSR ging. Durch die Möglichkeit, einen großen Teil der Transporte auf die iranische Route zu verlegen, verringerten sich die durch deutsche Streitkräfte verursachten Verluste von 15 auf 2 Prozent.
Über den Indischen Ozean wurde nicht nur der Nachschub für die Sowjetunion geführt, sondern auch der gesamte Nachschub für National-China, der angelandet in Karatschi über das indische Eisenbahnnetz nach Assam rollte und von dort aus per Luftbrücke The Hump nach Yunnan in Westchina geflogen wurde, wo Generalissimo Tschiang Kai-shek sein Hauptquartier hatte. Anfang 1945 wurde die von 20.000 US-amerikanischen Soldaten und ca. 40.000 einheimischen Arbeitern für immense Kosten gebaute Ledo-Straße in Betrieb genommen, die die Luftbrücke allmählich ersetzte. Der reine Materialwert der Lieferungen, die für China bestimmt waren, lag bei mindestens 2 Mrd. USD.

#### Alaska-Sibirien-Route

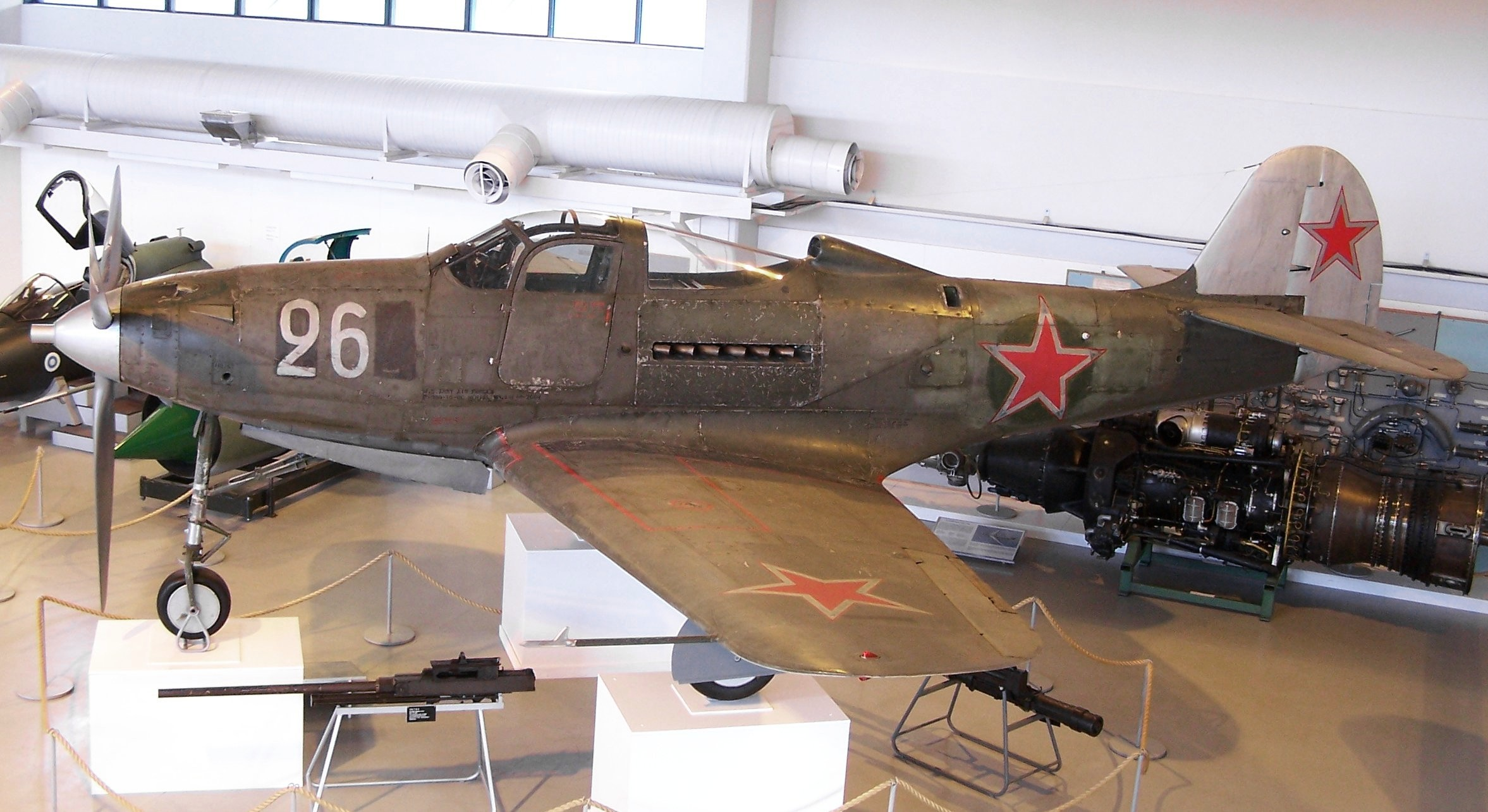
Von der UdSSR eingesetzte Bell P-39 Airacobra im Finnischen Luftwaffenmuseum. Gut sichtbar das mit dem Sowjetstern übermalte amerikanische Hoheitszeichen am Rumpf.

Über die Alaska-Sibirien-Route (ALSIB) wurden Flugzeuge auf dem Luftweg von US-Luftbasen in Alaska in die Sowjetunion überführt. Der Hauptweg führte vom Stützpunkt Ladd Field in Fairbanks, wo die Maschinen von sowjetischen Piloten übernommen wurden, über Nome und Anadyr nach Krasnojarsk, wo die Flugzeuge den Einheiten zugeteilt wurden. Entlang der Strecke wurden Zwischenstopps zum Auftanken eingerichtet. Die Planungen begannen im Winter 1941. Ab August/September 1942 wurden sowjetische Piloten und Mechaniker per Flugzeug nach Ladd Field eingeflogen und von amerikanischem Personal in die Handhabung der Flugzeuge eingewiesen. Die erste Maschine, eine B-25, wurde am 24. September 1942 überflogen. Aufgrund widriger Wetterverhältnisse, insbesondere der niedrigen Temperaturen und Winterstürme, kam es in der ersten Zeit nur sporadisch zu Überführungen. Erst ab Anfang 1943, als der Ausbau der Basen das notwendige Maß erreicht hatte und die nötigen Fachleute und Dolmetscher in ausreichender Zahl zur Verfügung standen, erfolgten die Übergaben regelmäßiger. Aufgrund des nahen Kriegsendes in Europa wurden ab April 1945 die Flüge von sowjetischer Seite aus merklich eingeschränkt. Im September wurde die Route schließlich eingestellt. Insgesamt wurden über die ALSIB 7926 Flugzeuge, davon 2618 P-39- und 2397 P-63-Jäger sowie 1363 A-20- und 732 B-25-Bomber nach Krasnojarsk überflogen. Die Gesamtlieferungen an Flugzeugen beliefen sich von US-amerikanischer Seite auf 14.795 Flugzeuge, davon erreichten 14.018 die UdSSR.

#### Ende der Lieferungen
Als Truman das Lend-Lease-Programm am 12. Mai 1945 nach der deutschen Kapitulation einstellen ließ, wurden auf administrative Weisung bereits beladene Schiffe wieder entladen und Frachter, die sich schon auf hoher See befanden, zurückbeordert. Das betraf alle Alliierten und führte zu einer großen Verstimmung und in der Sowjetunion zu der Ansicht, dass die Vereinigten Staaten die Zusammenarbeit einstellen wollten. Harry Hopkins musste noch einmal schwerkrank nach Moskau fliegen und es gelang ihm für Truman das „technische Missverständnis“ bei Stalin aufzuklären. Die Lieferungen in den pazifischen Raum wurden bis zur Kapitulation Japans fortgesetzt.
Von amerikanischer Seite wurden im Anschluss Verhandlungen über mögliche US-amerikanische Kredite für den Wiederaufbau initiiert. Der Sowjetunion wurde in Aussicht gestellt, in den Kreis der durch den geplanten Marshallplan begünstigten Länder aufgenommen werden zu können. Allerdings verlangten die USA im Gegenzug, Einblick in interne Daten der sowjetischen Wirtschaft zu bekommen und die Verwendung von Hilfsgütern selbst überwachen zu können, was die Sowjetunion kategorisch ablehnte. Die Verhandlungen wurden nach der fünften Sitzung in Paris am 2. Juli 1946 abgebrochen, während Großbritannien von US-Präsident Truman am 15. Juli einen Kredit in Höhe von 3,5 Milliarden US-Dollar zugesprochen bekam. Der sowjetische Außenminister Molotow warf Frankreich und Großbritannien vor, ein Komplott mit den USA geschmiedet zu haben. Die drei Westalliierten gründeten daraufhin das Committee of European Economic Cooperation (CEEC), aus dem am 16. April 1948 die OEEC und 1961 die OECD wurde.

#### Rückforderung und Kompensation ziviler Güter
Die USA verlangten nach dem Krieg – wie von Roosevelt impliziert – keinen Ausgleich für verbrauchte und zerstörte Militärgüter. Eine Kompensation oder Rückgabe von zivilen Gütern wie Lokomotiven, Lastwagen, Maschinen und Industrieausrüstung im Wert von 2,6 Milliarden USD wurde von der Truman-Regierung nach dem Kriegsende gefordert. Die sowjetische Seite wies diese Forderung zunächst zurück, weil die Sowjetunion im Krieg die Hauptlast an materiellen und menschlichen Verlusten getragen habe. Nach mehreren im Kalten Krieg mehrmals und jahrelang unterbrochenen Verhandlungen kam es erst im Oktober 1972 zu einer Verhandlungslösung. Die Sowjetunion sagte zu, 722 Millionen USD bis 2001 zu bezahlen, und erhielt im Gegenzug von der Nixonadministration Handelserleichterungen und Handelskredite in Aussicht gestellt.

#### Bilanz

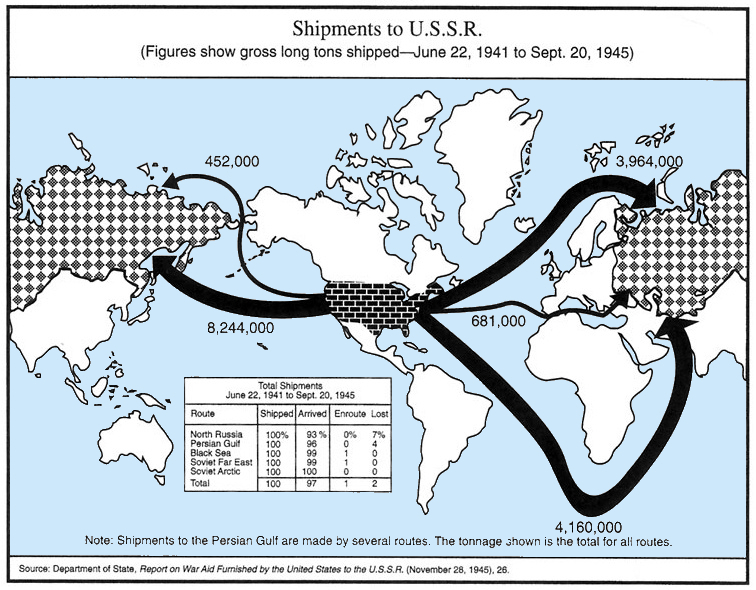
US-Lieferströme an die Sowjetunion

Die Sowjetunion erhielt aus den USA Waren im Wert von 9,8 Milliarden Dollar oder 17,8 Mio. Tonnen transportiert von 2803 Schiffen. Umgekehrt lieferte die Sowjetunion insbesondere Rohstoffe wie Mangan- und Chromerze im Wert von 7,3 Milliarden Dollar an die USA. Der Rest der Schuld wurde auch in Gold bezahlt, siehe Versenkung der Edinburgh.
Großbritannien lieferte in der zweiten Hälfte des Jahres 1941 große Mengen an Waren und Rohmaterialien.
Als die Hilfe ab Sommer 1943 richtig in Gang kam, hatte die Sowjetunion mit der Schlacht von Stalingrad die Wende zwar bereits herbeigeführt, dies war allerdings nur unter Einsatz aller Reserven möglich, weil die sowjetische Kriegsführung wusste, dass sämtliche Materialverluste in nahezu beliebiger Höhe durch die Lieferungen aus den USA ersetzt werden würden.
Insbesondere die Motorisierung der Roten Armee ab 1944 mit US-LKW verbesserte ihre Beweglichkeit entscheidend gegenüber der deutschen Wehrmacht. Es waren aber weniger die direkten Waffenlieferungen, die der Sowjetunion halfen, sondern eher Sekundärgüter wie Flugbenzin und Lebensmittel, die den Krieg verkürzten. Die USA lieferten mehr als die Hälfte des Bedarfs an hochoktanigem Flugbenzin an die Sowjetunion.
Die Sowjetunion vertrat bis in die 1980er Jahre die Linie, die Hilfsgüter seien stets zu spät gekommen, oft von schlechter Qualität gewesen und hätten im Umfang nur vier Prozent der eigenen sowjetischen Rüstungsproduktion ausgemacht. In internen Gesprächen während des Krieges gaben sowjetischen Führer sehr wohl zu, wie wichtig diese Hilfen waren. Nikita Chruschtschow erklärte später in Interviews für seine Memoiren, welche Bedeutung diese Hilfslieferungen für Stalin hatten: „Mehrere Male hörte ich, wie Stalin im kleinen Gesprächskreis [Lend-Lease] dankbar anerkannte. Er sagte […] wenn wir mit Deutschland nur eins-gegen-eins hätten fertigwerden müssen, dann hätten wir das nicht schaffen können.“ Marschall Georgi Schukow hatte in einem abgehörten Gespräch in den 1960ern gesagt, ohne ausländische Hilfe hätte die Sowjetunion „den Krieg nicht fortführen können“. Richard Overy hält die Zahl von vier Prozent für nicht falsch, sie gebe aber nicht die wahre Bedeutung von Lend-Lease wieder.
Overy zufolge seien die Lieferungen der Alliierten kriegsentscheidend gewesen. Die sowjetische Industrie habe sich so auf die Massenproduktion von Waffen konzentrieren können, während die Versorgung anderer Bereiche durch die alliierte Hilfe gesichert worden sei. Der russische Historiker Boris Sokolow schrieb, dass die Sowjetunion ohne die westlichen Lieferungen nicht nur den Großen Vaterländischen Krieg nicht hätte gewinnen können, sondern auch der deutschen Aggression nicht hätte widerstehen können, da sie nicht in der Lage war, Waffen und Kampfausrüstung in ausreichender Menge zu produzieren und sie mit Treibstoff und Munition zu versorgen.
Während die Sowjetunion anfangs unter den deutschen Schlägen in stärkster Bedrängnis war, erhielt sie nur geringfügige Lieferungen. Die Zeit des dringendsten sowjetischen Bedarfs war auch die Zeit des höchsten amerikanischen Rüstungsbedarfs und der größten amerikanischen Produktions- und Lieferunzulänglichkeiten. Als der sowjetische Bedarf nicht mehr so akut war, wuchsen die amerikanischen Lieferungen und der sowjetische Anspruch. Für die Sowjets waren die Lieferungen zu wenig und zu spät, während die amerikanischen Militärs sie angesichts ihres eigenen Bedarfs als zu viel und zu früh kritisierten. Aus der sowjetischen Sicht konnten die späten materiellen Lieferungen nur eine teilweise Erstattung für die frühen sowjetischen Kriegsverluste sein, während manche Amerikaner in den Lieferungen die materielle Hilfe zur Besetzung Osteuropas sahen.

### An die Republik China
Verglichen mit dem Vereinigten Königreich und der Sowjetunion hatten die Lieferungen an die Republik China eine geringere Priorität für die USA. Wegen Transportengpässen stauten sich die Lieferungen zunächst in Rangoon und nach der japanischen Eroberung Burmas in den Häfen Nordostindiens. Auch konnten die Lieferungen nach dem Angriff auf Pearl Harbor nicht mehr über den Pazifik, sondern den langen Weg über den Atlantik und den Indischen Ozean verschifft werden. Als der Weg durch Burma blockiert war verblieb nur noch die Luftbrücke über den Himalaya (Spitzname The Hump). Es war nicht möglich schweres Gerät zu transportieren und unter den extremen topographischen und klimatischen Verhältnissen stürzten 700 Flugzeuge ab. Die ankommenden Versorgungsgüter wurden hauptsächlich für die Fourteenth Air Force eingesetzt. 1944 wartete noch die Hälfte der übers Meer verschifften Güter auf den Weitertransport nach China.